# Schlieben
Schlieben település Németországban, azon belül Brandenburgban. Lakosainak száma 2394 fő (2023. december 31.).

## Népesség
A település népességének változása:
| Lakosok száma | 2414 | 2422 | 2393 | 2397 | 2394 |
|               | 2017 | 2019 | 2021 | 2022 | 2023 |